# Ричардсон, Майлз
Майлз Ри́чардсон (англ. Miles Richardson; 15 июля 1963, Баттерси, Лондон, Англия, Великобритания) — британский актёр и сценарист.

## Биография
Родился 15 июля 1963 года в Баттерси (Лондон, Англия, Великобритания) в семье актёров Иэна Ричардсона (1934—2007) и Марусси Фрэнк, которые были женаты с 2 февраля 1961 года и до смерти Иэна 9 февраля 2007 года. У Майлза есть брат. В 1982 году окончил «Arts Educational Drama College».
Дебютировал в кино в 1981 году, сыграв роль волшебника в фильме «Сон в летнюю ночь». В 2001 году сыграл роль мужчины в доспехах на портрете в фильме «Гарри Поттер и философский камень». В 1999 году Майлз дебютировал в качестве сценариста фильма «Трилогия Майндгейм», в которой он также сыграл роль командира бригады «Мерк».

## Личная жизнь
В 1994—2009 года Майлз был женат на актрисе Беверли Крессман.

## Избранная фильмография
актёр
| Год       |    | Русское название                  | Оригинальное название                 | Роль                                                |
| --------- | -- | --------------------------------- | ------------------------------------- | --------------------------------------------------- |
| 1981      | тф | Сон в летнюю ночь                 | A Midsummer Night's Dream             | волшебник                                           |
| 1987      | ф  | Морис                             | Maurice                               | третий студент                                      |
| 1993      | ф  | Остаток дня                       | The Remains of the Day                | Крэддок                                             |
| 1999      | ф  | Трилогия Майндгейм                | Mindgame Trilogy                      | командир бригады «Мерк»                             |
| 2001      | ф  | Гарри Поттер и философский камень | Harry Potter and the Sorcerer's Stone | мужчина в доспехах на портрете                      |
| 2001—2012 | с  | Бернис Саммерфилд                 | Big Finish Bernice Summerfield series | Ирвинг Браксиатель                                  |
| 2001—2011 | с  | Убийства в Мидсомере              | Midsomer Murders                      | Фредерик Бентин-Браун/Сэр Чарльз/доктор Джилз Дэнби |
| 2004—2006 | с  | Галлифрей                         | Gallifrey (audio series)              | Ирвинг Браксиатель                                  |
| 2006      | ф  | Смывайся!                         | Flushed Away                          | отец (озвучивание)                                  |
| 2008      | тф | Цвет волшебства                   | Terry Pratchett's The Colour of Magic | Злорф                                               |
| 2011      | ки | Dark Souls                        | Dark Souls                            | странствующий торговец (озвучивание)                |
| 2011      | тф | Принцесса на Рождество            | A Princess for Christmas              | Пэйсли Уинтерботтом                                 |
| 2012      | с  | Вверх и вниз по лестнице          | Upstairs Downstairs                   | Дэвид Силверман                                     |
| 2012      | с  | Титаник                           | Titanic                               | Джон Джейкоб Астор                                  |

сценарист
- 1999 — «Трилогия Майндгейм»/Mindgame Trilogy